# 吉川よしひろ
吉川 よしひろ（きっかわ よしひろ）は、Cello Solo スタンディング・チェロ奏者。山形県鶴岡市大山出身。A.N.Music School卒。（先天的聴覚障害者）“NHK/Eテレ・ドキュメンタリー番組『ろうを生きる・難聴を生きる』” NHK・FM・JAZZ番組『セッション505』に出演、他局のTVでも特集される。2003年2月 NYへ移住。アメリカ政府公認のアーティストビザ取得後・NYで本格的に音楽活動、アメリカ国内での演奏活動と日本全国・世界各地での積極的な音楽活動を展開始める。Jazz・ヒーリング・民族音楽を融合させた幅広い音作りに独自の即興で奏でる一人チェロ・パフォーマンス“奏法”と“講演”を日本各地で展開中。
近年は講演活動に力を入れている。

## 活動
2001年1月、1stアルバム、「ザ・チェロアコースティックス」でデビュー。即興チェリストとして、渡辺香津美（g）グループのコンサートツアー・JAZZフェスティバルに参加。
- 東京国際映画祭オープニング・アクトに出演。
- 宮沢賢治・生誕110周年記念イーハートーブ音楽際にゲスト出演。

### 海外での主な演奏活動
- ゴーシェン・Jazz Festival 出演（アメリカ・NY州）
- ケネディ・センター公演（アメリカ・ワシントンDC）
- カリフォルニア州サクラメント市で開催の「THE NEW DIRECTIONS CELLO FESTIVAL」に日本人として初ゲスト出演。
- 聖ステファン・教会ソロ・リサイタル（アメリカ・NYマンハッタン）
- アメリカ・NYにてエラント財団主催 9・11追悼記念イベントで「アメイジング・グレイス」をチェロソロで演奏する。
- オーストラリア・ブリスベン Jazz クラブ出演。
- オーストラリア・ツーウーンバ Jazz クラブ出演。 その他多数～出演する。

### PUBLICTY
- オーストラリア・クロニカル新聞
- アメリカ・Weekly NY Japion
- アメリカ・Americann Dream Monthly Japanese Community Magazine
- アメリカ・Event Jounal Yomitime
- アメリカ・New York Walken
- アメリカ・The Yomiuri America
- スイングジャーナル
- 管楽器パラダイス）
- Jazz マガジン
- カンパネラ・弦楽器専門誌
- サラサーテ（弦楽器専門雑誌）
- 全日本空輸機内誌 「翼の王国」
- バンド・ジャーナル誌
- CDジャーナル
- キーボードマガジン等、
- 共同通信インタビュー記事他～・京都新聞・東京新聞・福島民報新聞・信濃毎日新聞・中国新聞・徳島新聞・日本海新聞・上毛新聞・西日本新聞・毎日新聞・日本経済新聞・山形新聞・宮崎日日新聞・熊本日日新聞・山梨日日新聞・北海道新聞・長崎新聞・北海民友新聞・鹿児島南日本新聞・庄内日報新聞・石川新聞・読売新聞・高知新聞・神奈川新聞・岩手日報新聞・朝日新聞・他多数～。

### 作曲・演奏曲採用
- NHK福島“みんなのTV”テーマソング作曲・演奏担当。
- CKホーム東日本テレビCMに出演・音楽担当。
- 日本航空グループ機内誌「スカイワード」に写真付きで紹介され、飛行機の機内ライブラリーで、オリジナル曲「オーロラ」が流れる。さらに2月3月の二ヶ月間は全てのJAL国際線でも「オーロラ」音楽が流れる。

- 2002年
  - 日韓サッカーワールドカップNHK／BSスポット番組の中でオリジナル曲「レニングラードの白夜」が流れる。他、数多くのメジャーTVコマーシャル・映画音楽・レコーディング等に作曲者・奏者として参加。

- 1995年
  - 「World Peace Music Festival 50」に、デビット・チェスター（piano）、グレッグ・アーウィン（Vo）、吉川よしひろ(cello)トリオで出演。
  - 神奈川テレビ番組（TVKテレビ）「HAMA大国ナイト」にデビット・チェスター（piano）、グレッグ・アーウィン（Vo）らと準レギラー出演。

- 2000年
  - 神奈川県「YOKOHAMA本牧 Jazz フェスティバル」に“渡辺香津美（g）Jazz グループ”で出演。メンバー：クリヤ・マコト（Key）佐山雅弘（Piano）グレッグ・アーウィン（Bass）吉川よしひろ（cello）ヤヒロ・トモヒロ（Perc）斎藤純（Ds）城戸夕果（Ft）。

- 2001年
  - 東京芸術劇場大ホール「大江戸ウィンドオーケストラ」にゲスト出演のLiveの様子が全国CD発売。ファーストアルバム「ザ・チェロ・アコースティックス」でデビュー＆CDリリース。インストでは異例の1万枚を記録し、韓国でもリリースされた。
  - NHK・FM・Jazz u番組『セッション505』に自己のユニット「ザ・チェロ・アコースティックス」に出演。全国放送される。

- 2002年
  - 寛仁親王：後援主催のウェルフェア・コンサートにゲスト出演。横浜Summer Jazz フェスティバルに出演。
  - 日本・韓国サッカーワールドカップのNHKスポット番組でオリジナル曲「レニングラードの白夜」が使用される。

- 2003年2月
  - NYへ移住・アメリカ政府公認のアーティストビザ取得後・NYで本格的に音楽活動、アメリカ国内での演奏活動と日本全国・世界各地での積極的な音楽活動を展開始める。

- 2005年
  - アメリカ・NY・ブルックリンのTVスタジオ「B CAT」音楽TV番組「ウェルカム・ アボードライブ」に、二回に渡り日本人として初ゲスト出演。
  - 4月アメリカ・NYマンハッタンにて本格的コンサート開催、大称賛を浴びる。
  - 2月JAL機内ライブラリーに、オリジナル曲「オーロラ」が機内誌に写真入りで紹介される。
  - 2・3月は国際線の機内でも流れる。
  - 5月アメリカチェロ・ユニオンNEW DORECTIONS CELLO ASSOCIATIONの会員登録後、日本人初のニュー・ダイレクション・チェリストの代表として他国際派チェリストとそのリストに名を連ねる。
  - 8月 オーストラリア公演2005・五公演遂行。ツーウーンバ・リージョナル・アート・ギャラリーの公演ではオーストラリア国内新聞に「彼は革新的なJAZZチェロ奏者である」と大きく写真入りで紹介記事が掲載され、オーストラリアでの本格的なコンサート及びツーウーンバJAZZ・CLUB・ブリスベンJAZZ・CLUBでも満場の聴衆からスタンディングの喝采を浴びる。
  - NHK総合（12月）話題の人を紹介する番組に出演。アメリカ・ウエスト・ニューヨーク「Goshen Jazz Festival」に日本人として初ゲスト出演。一人チェロ・パフォーマンスの演奏に満場の聴衆そして全出演者からも大きな拍手とスタンディング・オベーションを得る。
  - NHKドキュメンタリーTV番組「自由にチェロを奏でたい」がNHK総合：NHK福島放送局：製作で東北6県で放送され反響を得る。
  - 9月11日 アメリカ・WEST・NEW YORKで行われたエラント財団主催ポロイベントの追悼式典で、日本人として初めて9・11ワールド・トレイディング・センターの犠牲者に捧げて「アメイジング・グレイス」を演奏する。
  - アメリカ・ニューヨークにて「Cello Summit Night」にAaron Minsky(cello) Sean Grissom(cello) yoshihiro kikkawa(cello)チェロ・3ユニットで出演。

- 2006年
  - 1月NHK視聴者からのリクエスト反響に応じて「自由にチェロを奏でたい」が再び、NHK福島放送局より東北6県で再放送される。
  - 熊本県人吉市・国宝・青井神社阿蘇神社御鎮座千二百年記念は特別な祭典で「50年に一度」の例祭にゲスト出演。
  - アメリカ・サクラメント市・サクラメント大学にて 「Jazz Cello Workshop/ Jazz 奏法」の講師を務める。
  - アメリカ・ワシントンDC「ケイディセンター・ミレニアムステージ」にNYで大活躍のcello Sean GrissomとDuo出演、大成功を収める。
  - 岩手県花巻市にて「宮沢賢治誕生・110年際」「星めぐりの歌・イーハトーブ音楽祭」へjazz piano 佐山雅弘とDuoゲスト出演。
  - NYのケイジャンチェリスト「ショーン・グリッサム」とDuoで「ニューヨークの風・マンハッタン・Cello Duo Breeze」全国縦断ツアーを遂行。
  - アメリカ・カリフォルニア州サクラメント市で開催の「THE NEW DIRECTIONS CELLO FESTIVAL」に日本人チェリストとして初ゲスト出演。大好評を得る。
  - 東京・阿佐ヶ谷Jazz Street 2006」にゲスト出演。大阪・守口・門真ジャズフェスティバル・2006」にゲスト出演。大阪・平方宿街道 Jazz・ Street2006」にゲスト出演。

- 2007年
  - 広島県尾道市瀬戸田町「平山郁夫美術館・開館十周年記念特別展」にゲスト出演。「jazz piano 佐山雅弘88鍵 ＆ jazz cello 吉川よしひろ5弦」と銘打った全国ホールコンサートツアーを遂行。神奈川県「横浜Simmer Jazz フェスティバル」に日本を代表するW・bass奏者 古野光昭と低重音DUOで出演。
  - 「大阪・守口・門真ジャズフェスティバル・2007」にゲスト出演。
  - 「神奈川県・箱根Jazz」に出演。
  - 「東京・阿佐ヶ谷Jazz Street 2006」に日本を代表するW・BSS奏者 古野光昭と低重音DUOで出演。
  - 鹿児島県南さつま市「吹上砂・砂の祭典2007」にゲスト出演。鹿児島県鹿児島市より 鹿児島市にある知的障がい者施設や福祉施設への寄付金を進呈、鹿児島市長より「感謝状」を授与される。鹿児島県「さつま未来塾」の第三代塾長を務める。

- 2008年
  - 熊本県水俣市・胎児性水俣病患者や障碍者が集う新施設「ほっとはうす・みんなの家」利用者の施設へ慰問演奏。
  - 障碍者のための就職情報誌「クローバー」の表紙を飾り、首都圏内・近畿地方でもご紹介される。
  - 鹿児島県南さつま市「吹上砂・砂の祭典2008」にゲスト出演。
  - NHK朝の連続ドラマ『マッサン』で話題になった「北海道余市町ニッカウヰスキー工場」でチェロ・コンサートに出演。
  - 関東では有名な人気長寿テレビ番組「佐藤しのぶ出逢いのハーモニー」にゲスト出演。
  - 福島県「喜多方シティ・エフエム」にて番組名“FROM NEW YORK”のラジオパーソナリティを担当する。

- 2009年
  - 東京恵比寿ロータリークラブの「卓話」に「オリジナルティを創る・コンプレックスを個性に変えて」と題してゲスト講演出演。
  - 秋田県にかほ市にて「自殺予防啓発事業イベント」に講師として演題「いのち・生きること」ゲスト講演出演。
  - 東京・KDDIホールにて演題 「情熱があなたの夢をONにする！」でシチズンズ・カレッジ主催の講演会出演。

- 2011年
  - 栃木県芳賀町の株式会社本田技術研究所・四輪R＆Dセンターにて題目「オリジナルを創る・コンプレックスを個性に変えて」ゲスト講演出演。
  - 山形県鶴岡市にて「雷サミット10」にゲスト講師として出演。
  - 「社会福祉法制定60周年記念福祉大会」へ講師として演目「可能性を信じて 誰もが人生の主人公」ゲスト講演出演。
  - 日本臨床死生学会大会にて日野原 重明（聖路加国際病院・名誉委員長）と共にゲスト講演者としてに出演。
  - 東日本大震災被災地にてボランティア活動に参加。

- 2012年
  - 熊本県熊本市“加藤清正公”の菩提寺「本妙寺」にて東日本大震災物故者二回忌法要恩霊・亡くなられた方々へチェロ演奏を捧げる。
  - 日本周期・新生児医学会学術集会へゲスト「講演」者として出演。日本臨床死生学会大会へ講演出演。

- 2013年
  - 「社団法人北海道認知症グループホーム協会研修会」にて題目「障害を乗り越えて夢を奏でる」ゲスト講演出演。
  - 熊本県熊本市“加藤清正公”の菩提寺「本妙寺」にて東日本大震災物故者三回忌法要恩霊・亡くなられた方々へチェロ演奏を捧げる。

- 2014年
  - 東京TAMA市民大学にて題目「可能性を信じて 誰もが人生の主人公」ゲスト講演出演。北海道オフォーツク魚協女性部会にて題目「オリジナルを創る・コンプレックスを個性に変えて」ゲスト講演出演。
  - 山形県東根市社会福祉協議会にて題目「障害を乗り越えて夢を奏でる」ゲスト講演出演。
  - 熊本県宇土市民会館にて「宇土の文化を考える市民の会」へゲスト講演出演。
  - 日本周期・新生児医学会学術集会へゲスト講演出演。静岡県沼津市国際ソロ・プチミスト駿河にてゲスト講演出演。

- 2015年
  - 熊本県熊本市内のホールにて東国原英夫・元宮崎県知事と共にゲスト講演出演。
  - 福岡県福岡市・文化ライオンズクラブ・チャーターナイト記念例会にてゲスト講演出演。
  - JAIFA大分県協会主催の会で、題目「オリジナルを創る・コンプレックスを個性に変えて」ゲスト講演出演。
  - 栃木県那須烏山市教育委員会・生涯学習にて、題目「可能性を信じて 誰もが人生の主人公」ゲスト講演出演。
  - 奈良市にて「国際ロータリー近畿地区大会」に裏千家「千 玄室」・「NHKアナウンサー松平定知」・「吉川よしひろ」の三人でゲスト講演出演。
  - 富士通九州ネットワークテクノロジーズ株式会社創立記念にて、題目「オリジナルを創る・コンプレックスを個性に変えて」ゲスト講演出演。
  - 全国放送・NHKラジオ深夜便・「明日へのことば」（40分間）にて「演奏は一期一会のご縁」の心の軌跡を語る。福岡県福岡市にて「福岡いのちの電話」主催の会に題目「可能性を信じて 誰もが人生の主人公」ゲスト講演出演。

- 2016年
  - NHK/Eテレ番組案内に掲載された内容「キャンピングカーで旅しながら、ソロ活動を続けているジャズチェリストがいる。左耳に障害がある吉川よしひろさんだ。その演奏方法はきわめて独特で、聴く人を魅了する。吉川さんは山形県鶴岡市出身。家は貧しく、ラジオの音楽を聴くのが唯一の楽しみだったという。19歳の時、ミュージシャンを志して上京。しかしアンサンブルの時、耳が聞こえにくいため、つい大きな音を出してしまう癖があった。「プロは無理」と言われたが、集中して聴くことでハンディを乗り越えた。そしてプロとなり、アメリカでの活動を始める。この時、人生を変える一言を言われ、それがきっかけで、斬新な演奏法を生み出していく。」出演者＝吉川よしひろ　語り＝佐田明、高山久美子、
  - NHK/Eテレ：ドキュメンタリー番組「ろうを生きる・難聴を生きる」出演者＝吉川よしひろ　（全国放送される
  - NHK/Eテレ：ドキュメンタリー番組「ろうを生きる・難聴を生きる」出演者＝吉川よしひろ　（再び全国再放送される）
  - YAHOO！JAPANニュース・エンタメ：斬新で楽しい、大盛り上がりの一人チェロ・パフォーマンス“ヤフーニュース”. 2016年5月20日閲覧。
  - 福岡県朝倉市甘木会館公演。
  - 熊本県人吉ホール公演
  - 大阪府河内長野市立文化会館公演
  - MBSラジオ「ありがとう浜村淳です」ゲスト出演。
  - 広島テレビ出演。 京都府城陽市文化会館公演
  - 東京銀座「王子ホールにて」“吉川よしひろ・宮沢賢治に捧げる、初リサイタル”ゲストpianoウォン・ウィンツアン
  - 札幌時計台ホール公演
  - 北海道秩父別音楽祭公演
  - 旭川市・雪の美術館音楽ホール公演
  - 岩手県公会堂“宮沢賢治 生誕120年祭”公演
  - 山形県鶴岡市大山ファイナル公演・ゲスト歌手：Yucca。
  - 広島県甘木市文化ホール音楽祭公演
  - 北海道秩父別講演会にゲスト講師として出演

- 2017年　　
  - 高知県高知県民文化会館（グリーンホール）吉川よしひろチェロ公演
  - 香川県三豊市文化会館（マリンウエーブ）吉川よしひろチェロ公演
  - 再びNHK/Eテレ：ドキュメンタリー番組「ろうを生きる・難聴を生きる」吉川よしひろ特集　（全国放送される）語り＝佐田明、高山久美子。
  - NHK・Eテレ：吉川よしひろ特集アンコール全国再放送される
  - 熊本県宇土市民会館大ホール・吉川よしひろチェロ公演
  - 大阪府富田林スバルホール・吉川よしひろチェロ公演
  - 福岡県北九州市小倉・西工業倶楽部吉川よしひろチェロ・ディナーショー公演
  - 山形県内の各高校生徒代表や各校の顧問教師・教育関係者講演会・演題→『音楽を通しての奉仕活動』ゲスト出演
  - 山形県南陽市文化会館にて南陽市姿勢施行50周年記念事業 人権講演内容「可能性を信じて 誰しもが人生の主人公」ゲスト出演
  - 熊本県熊本市内にて第51回日本カトリック児童施設協会全国会議 演題「ボランティア慰問演奏奉仕を通して体験」ゲスト出演
  - 福島県会津若松市にて講演会にゲスト講演・演題→「オリジナリティを創る」ゲスト出演
  - 北海道秩父別中学校開校70周年記念事業式典・ゲスト講演出演
  - 兵庫県神戸市神戸オリエンタルホテルにて“HARRY WINSTON”2017 ”New York, New York ”にスペシャルゲスト出演
  - 北海道星槎道都大学にて教養ゼミ講義にゲスト講師として出演
  - 大阪・堺市立健康福祉プラザホール・吉川よしひろチェロ演奏会
  - 兵庫県多可町文化会館ベルディーホール・吉川よしひろチェロ演奏会
  - 三重県伊賀市文化会館・吉川よしひろチェロ演奏会
  - 三重県桑名市六華苑ホール・吉川よしひろチェロ演奏会
  - 滋賀県守山市民ホール・吉川よしひろチェロ演奏会
  - 福岡県福岡市“アクロス福岡円形ホール・吉川よしひろチェロ演奏会
  - 熊本県人吉市“ひとよし森のホール”吉川よしひろ講演会・演題→「夢をあきらめないで」出演

- 2018年
  - 兵庫県神戸市（富士通）DENSO TEN ホール「オリジナルを創る・コンプレックスを個性に変えて」講演会 ゲスト講師出演
  - 山形県山形テレサ「演題：生き生きした暮らしへ地域から挑戦」講演会 ゲスト講師出演
  - 神奈川県横浜グランドホテル：横浜ロータリークラブ「卓話」「オリジナルティを創る・コンプレックスを個性に変えて」ゲスト講師出演
  - 北九州医療刑務所にて2回に渡り慰問演奏
  - 広島県尾道市にて「障害者週間尾道福祉大会」ゲスト出演
  - 福岡県福岡サンパレス会館  女優：紺野美沙子＆吉川よしひろゲスト出演
  - 山形県鶴岡市三川中学校音楽鑑賞講演会 ゲスト出演
  - 福岡県春日市文化センター「少年よ逞しく行き老」講演会 ゲスト講師出演　主催：青少年育成市民会議
  - 北海道札幌市豊平館公演

- 2019年
  - 東京目黒区民センター “中小企業経営者”講演会 ゲスト講師出演
  - 神奈川県新横浜国際ホテル・富士通：CIT人間力セミナー「オリジナルティを創る・コンプレックスを個性に変えて」講演会 ゲスト講師出演
  - 北海道定山渓ビューホテルにて「演題：情熱があなたの夢をONにする」講演会 ゲスト講師出演。第37回北海道漁協女性部研修大会、主催＝JF北海道女性連
  - 栃木県小山市富士通 人間力セミナー「オリジナルティを創る・コンプレックスを個性に変えて」講演会 ゲスト講師出演
  - 宮崎県宮崎市にてNHK宮崎「ハートINみやざき」ゲスト出演　主催：NHK、NHK厚生文化事業団、NHKサービスセンター、全国社会福祉協議会、後援：内閣府協力、NHK出版、（NHK/TV・NEWSで紹介される）
  - 東北地方：宮城県仙台市”プラネタリウム星空の下” ゲスト出演
  - 北海道温根別にてアソシエイツ研修 講演会「演題：誰もが人生の主人公」ゲスト講師出演
  - 神奈川県横須賀地球堂ホール公演
  - 札幌市豊平館公演
  - 北海道稚内宗谷大岬小学校音楽鑑賞教室 ゲスト出演
  - 稚内北斗ライオンズクラブCN25周年記念大会  ゲスト講師出演
  - 北海道旭川市「井上靖 記念館」コンサート公演
  - 四国・香川県丸亀市「まるがめ文化芸術祭2019」夜の丸亀城・大手門スペシャル公演
  - 福岡県福岡市民芸術祭 ゲスト出演。　後援：福岡市（公財）・福岡市文化芸術振興財団・福岡市教育委員会